# Ортакёй (Стамбул)

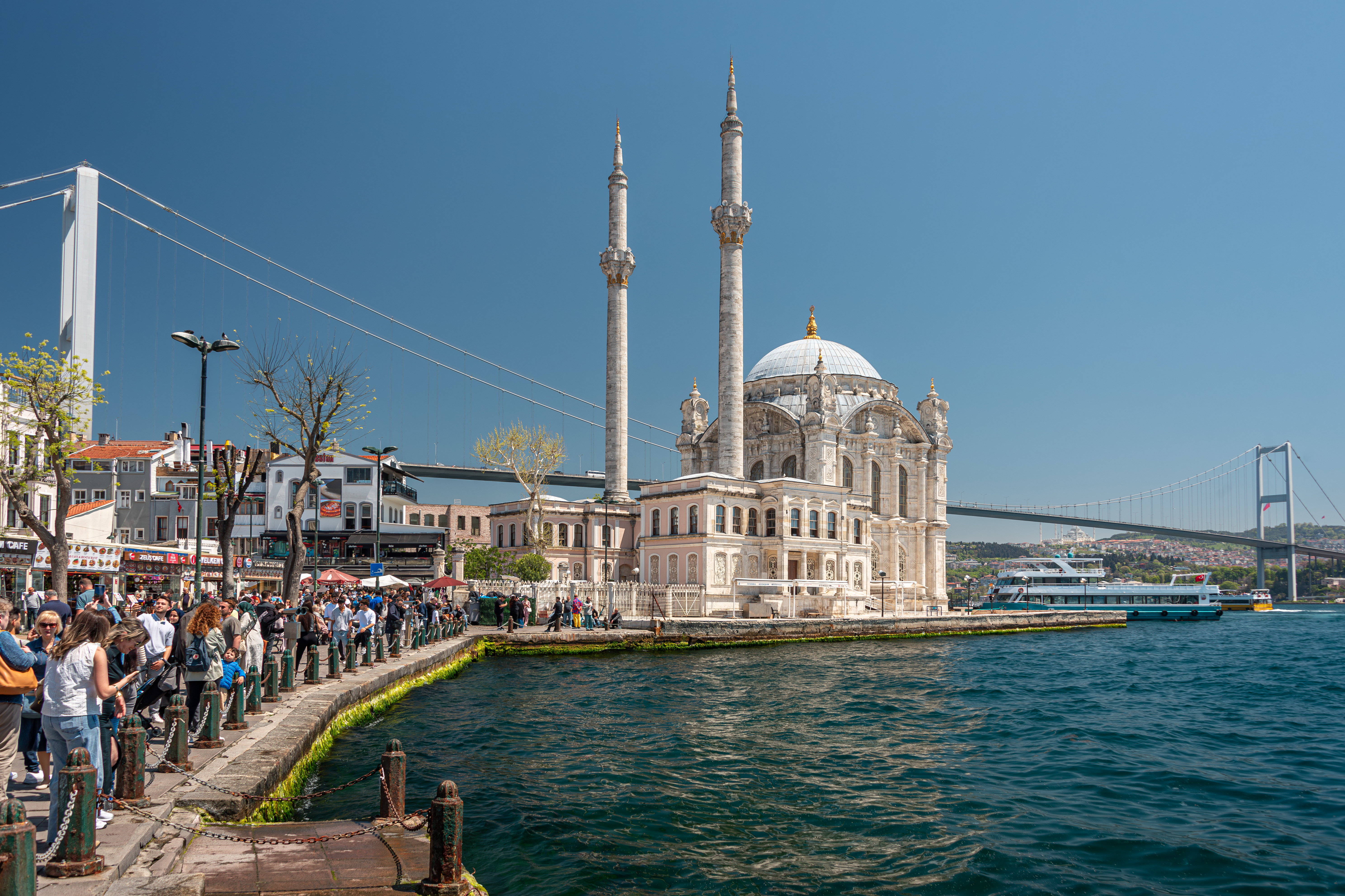
Мечеть Ортакёй и площадь Ортакёй

Ортакёй (тур. Ortaköy, греч. Μεσαχώρα или греч. Μεσαχώριο — «Средняя деревня») — исторический район в Бешикташе в Стамбуле, Турция, расположенный посередине европейского берега пролива Босфор. До середины XX века в районе проживали значительные общины греков, евреев и армян. Здесь расположено несколько значимых исторических и культурных памятников: мечеть Ортакёй, особняк Эсмы Султан, дворцовый комплекс Ферие и другие.

## История

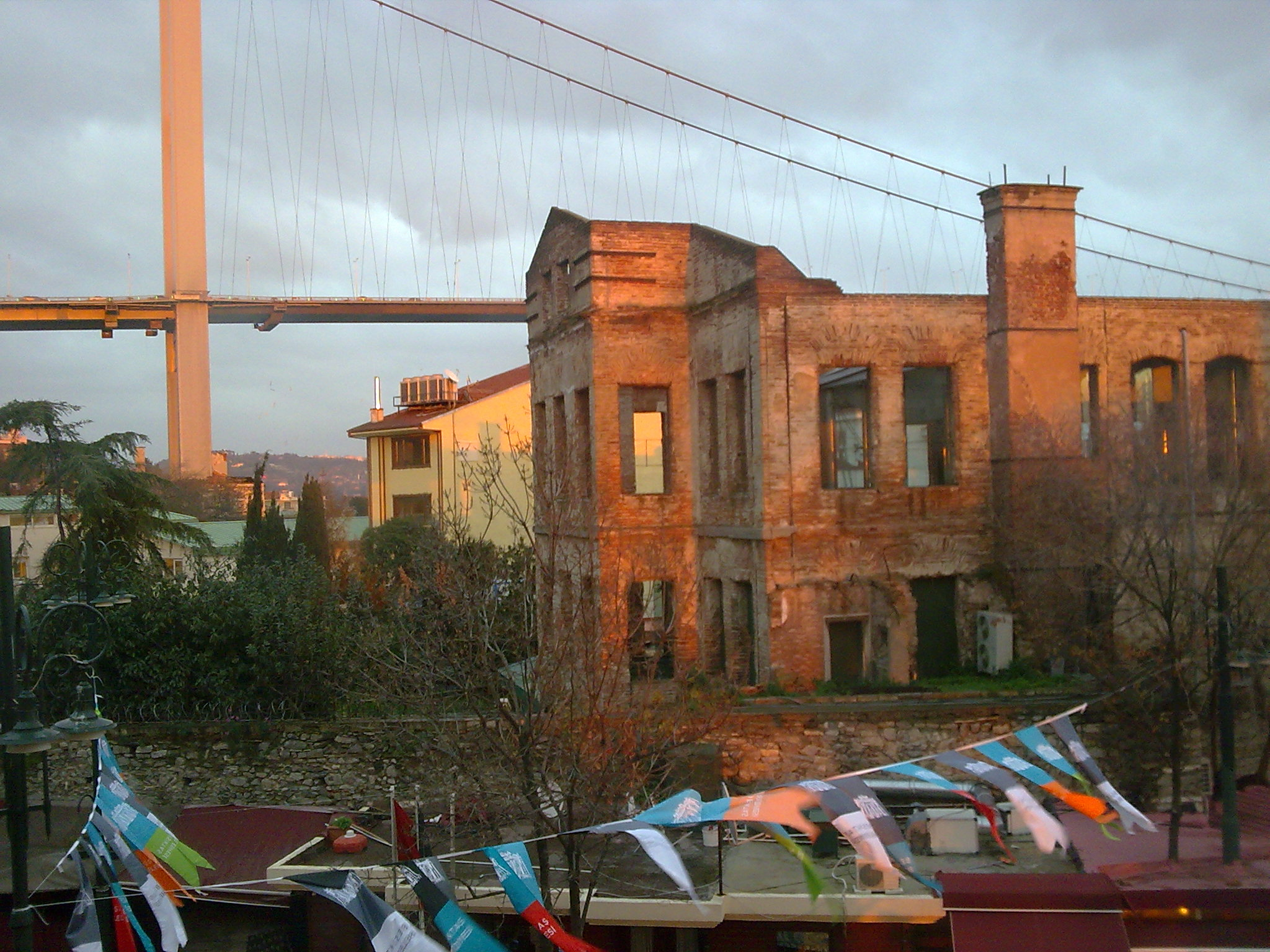
Особняк Эсмы Султан

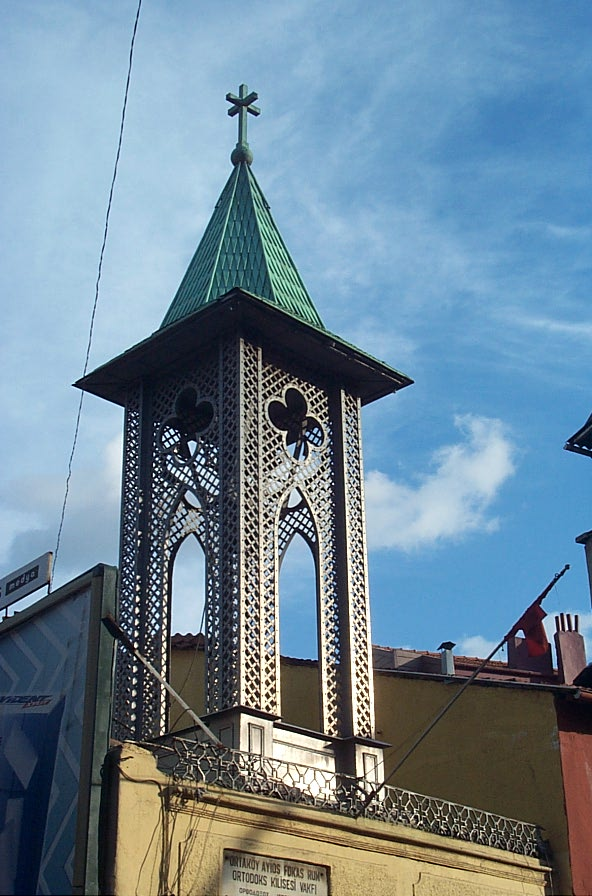
Звонница греческой церкви Св. Фоки

Древнейшие упоминания о постройках на территории современного Ортакёя относят к IX веку.
В византийские времена место называлось А́гиос Фока́с (греч. Άγιος Φωκάς) по одноименному монастырю (ныне сохранился православный храм Св. Фоки, восстановленный в 1856 году, замечательный своей металлической звонницей).
В середине XVI века султан Сулейман I начал переселять сюда турок. В 1556 году оттоманский архитектор Синан построил Турецкие бани, являющиеся в настоящее время одними из самых древнейших построек в Ортакёе, дошедших до наших дней.
В XIX веке султан Абдул-Азиз построил на берегу Босфора большой дворец Чыраган, для которого ему пришлось снести большинство мусульманских жилых домов, располагавшихся на побережье. Также в это время появляются такие постройки, как мечеть Ортакёй, особняк Эсмы Султан. Знаменитый немецкий архитектор Бруно Таут в первой половине XX века жил в доме, который он построил специально для себя в Ортакёе.
Здесь в 1871 году проходил первый болгарский Церковно-Народный Собор под председательством митрополита Ловчанского Илариона (Иванова), который выработал устав независимой от Константинопольского патриархата Болгарской церкви.
В середине XX века происходит массовый отток национальных меньшинств из Ортакёя: после появления государства Израиль сократилось еврейское население, а после погрома 1955 года значительно уменьшилось население других, в частности, армян и греков.
С второй половины XX века, особенно после открытия Босфорского моста в 1973 году, европейская часть которого выходит в Ортакёй, возрастает поток транспорта через Ортакёй.
В 1990-х годах начинается становление Ортакёя как культурного центра. Он сочетает в себе черты мусульманской, еврейской, христианской и католической культур и религий. Место становится привлекательным для туристов, также начинается его развитие как развлекательного центра.
В первые часы 2017 года в находящемся здесь престижном ночном клубе было совершено нападение, повлекшее многочисленные жертвы из числа гостей заведения.

## Ортакёй сегодня
В настоящее время Ортакёй позиционируется как культурно-развлекательный центр с центром на площади Ортакёй на побережье Босфора. Здесь же расположена мечеть Ортакёй. На площади и в её окрестностях много кафе, сувенирных магазинов, ночных клубов, галерей искусств. Вдоль набережной по направлению к дворцу Долмабахче расположились Галатасарайский университет и отель Чыраган, занимающий отреставрированные здания одноименного дворца.